# نيجني نوفغورود
نيجني نوفغورود (بالروسية: Нижний Новгород) هي إحدى مدن روسيا في الكيان الفدرالي الروسي نيجني نوفغورود أوبلاست. وتقع المدينة في منطقة التقاء نهري الفولغا وأوكا الذي يقسم المدينة إلى قسمين. وهي مركز لمقاطعة نيجني نوفغورود وأكبر مدن دائرة الفولغا الفيدرالية. تحتل المدينة المرتبة الخامسة بعدد السكان في روسيا الاتحادية حيث يبلغ تعداد نفوسها مليون و300 الف نسمة، ومساحتها أكبر من 410 كيلومترات مربعة. كانت منذ عام 1932 وحتى عام 1990 تسمى غوركي. تبعد المدينة عن العاصمة موسكو 400 كم.

## تاريخ
يعود تاريخ المدينة إلى القرن التاسع، حيث استوطنتها القبائل السلافية. في عام 1221 أمر الأمير جيورجي فسيفولدوفيتش ببناء ثكنة عسكرية في منطقة التقاء نهري الفولغا وأوكا لحماية امارة فلاديمير من غزوات القبائل المعادية. وفي عهد إيفان الثالث وفاسيلي الثالث كانت المدينة كقلعة عسكرية تقيم فيها الوحدات المقاتلة بشكل دائم وكانت مكان التجمع في أثناء التحضير لمهاجمة قازان.
خلال الفترة بين عامي 1500 – 1511 شيد كرملين المدينة بالحجر بدلا من البناء الخشبي القديم. وخلال الفترة المظلمة استمرت المدينة في دعم ومساندة حكومة موسكو، فلقد لعب المتطوعون من أهالي المدينة بقيادة قوزما مينين والأمير دميتري بوجارسكي دورا حاسما في طرد الغزاة البولنديين.
منحت صفة المدينة عام 1714 في عهد بطرس الأكبر، وفي عام 1720 أفتتحت فيها المدارس وفي عام 1737 مدرسة السيمينار.
بعد أن زارتها الامبراطورة كاترينا الثانية عام 1767 تم وضع مخطط تطورها اللاحق وظهرت فيها مستشفى وصيدلية ومطبعة ومسرح. وفي عام 1817 نقل إليها أكبر سوق تجاري سنوي في روسيا، مما أدى إلى تطور وازدهار المدينة اقتصاديا. وتضمن مجمع هذا السوق بناء المباني السكنية وكنيسة ومسرح وسيرك. وفي منتصف القرن الـ 19 بدأت تظهر في المدينة مؤسسات صناعية وفي عام 1861 ربطت المدينة بخط سكك الحديد مع موسكو وفي عام 1880 تأسست بورصة نيجني نوفغورود للبضائع.
في عام 1896 أفتتحت في المدينة أولى خطوط الترام واي الكهربائي في روسيا.
بعد استلام البلاشفة للسلطة وإقامة السلطة السوفيتية في المدينة عام 1917 إزداد توسع المدينة حيث أقيمت فيها مؤسسات صناعية وافتتحت مؤسسات تعليمية وصحية جديدة. فخلال ثلاثينات القرن الماضي شهدت المدينة تطورا شاملا في الذي أصبح أهم مؤسسة للصناعات العسكرية خلال الحرب العالمية الثانية. بعد انتهاء الحرب ازداد توسع المدينة كثيرا واستمر نموها.
في عام 1990 أعيد للمدينة اسمها التاريخي – نيجني نوفغورود. وبعد تشكيل الدوائر الفيدرالية عام 2000 أصبحت مركزا لدائرة الفولغا الفيدرالية.
أقرت سلطات المدينة عام 2008 مخططا شاملا جديدا لتطور ونمو المدينة.
تعتبر مدينة نيجني نوفغورود أحد اضخم المراكز الصناعية في روسيا حيث تتمركز فيها صناعة بناء الماكينات والتعدين إضافة إلى تكنولوجيا المعلوماتية والنشاط العلمي. ومن أهم القطاعات الصناعية مصنع غوركي للسيارات ومصنع بناء السفن ومصنع بناء الطائرات كما توجد فيها مصانع تنتج معدات للصناعات الذرية إضافة إلى قطاع الميتالورجيا ومصانع تكرير النفط وصناعة مواد البناء. كما تنتشر في المدينة مصانع المواد الغذائية المختلفة.
وتتمركز في المدينة أكثر من 50 من الجامعات والأكاديميات والمعاهد الحكومية والاهلية وفروع لجامعات أخرى منها: جامعة نيجني نوفغورود الحكومية وأكاديمية الفولغا للنقل المائي وجامعة نيجني نوفغورود الحكومية للعلوم التقنية.
ويتمركز فيها أيضا أكثر من 20 معهدا للبحوث العلمية ومكاتب التصاميم ومعهد الفيزياء التطبيقية التابع للأكاديمية الروسية للعلوم.
وتوجد في المدينة حوالي 200 مؤسسة ثقافية من بينها 8 مسارح و5 قاعات للحفلات الموسيقية و97 مكتبة عامة و17 دار سينما و8 متاحف وقاعات للمعارض و8 متنزهات عامة وقبة كونية رقمية هي الأولى في روسيا إضافة إلى وجود العديد من مؤسسات رعاية الطفولة.
توجد في المدينة معالم تاريخية ومعمارية تزيد عن 600، وهذا جعل منظمة اليونسكو تدرجها ضمن قائمة الـ 100 مدينة في العالم ذات الاهمية التاريخية والثقافية.
من المعالم التي تشتهر بها المدينة: الكرملين الحجري المبني في القرن الـ 16 الذي يحيط به سور طوله كيلومتران ويتضمن 13 برجا للمراقبة. كانت توجد داخل السور كنائس عديدة ولكن بقي منها مبنى كاتدرائية الملاك ميخائيل (القرن 16). ومن المعالم الأخرى كنيسة ميلاد القديس يوحنا السباق ودير الصعود الذي شيد خلال الفترة من 1328 لغاية 1330. توجد ضمن الدير كاتدرائية الصعود (1632) وكنيسة يفيم السوزدالي (1645) وكنيسة صعود العذراء (1648). وهناك أيضا دير البشارة المبني في القرن الـ 13. تقع ضمن هذا الدير 5 كنائس و3 مباني لصوامع الرهبان. وهناك كنيسة الميلاد (1719) وكنيسة سمولينسك (1694 – 1697). إضافة إلى كل هذا هناك العديد من الكنائس والكاتدرائيات والمباني القديمة. كما يوجد في المدينة المسجد الجامع وكنيس (1881 – 1883).
إن مدينة نيجني نوفغورود هي إحدى المدن الروسية التي ستقام فيها مباريات بطولة كأس العالم بكرة القدم عام 2018 التي تستضيفها روسيا الاتحادية. والمدينة غنية بالمجمعات والملاعب والمنشآت الرياضية المختلفة، وإضافة لما هو قائم سيتم إنشاء ملعب حديث لاقامة مباريات كرة القدم يسع لاكثر من 44 الف متفرج.